# Челеховице на Хани
Челеховице на Хани (чеш. Čelechovice na Hané) је насељено мјесто са административним статусом сеоске општине (чеш. obec) у округу Простјејов, у Оломоуцком крају, Чешка Република.

## Становништво
Према подацима о броју становника из 2014. године насеље је имало 1.273 становника.